# Coventry (Schiff, 1918)
HMS Coventry war ein Leichter Kreuzer der britischen Marine, der gegen Ende des Ersten Weltkrieges in Dienst gestellt und der in den 1930er-Jahren in einen Flugabwehrkreuzer umgerüstet wurde. Das nach der Stadt Coventry benannte Schiff gehörte der sogenannten Ceres-Klasse an, der fünften Untergruppe der in jener Zeit in großem Umfang gebauten und aus insgesamt 28 Einheiten bestehenden C-Klasse. Die im April 1916 bewilligte Coventry (ursprünglich war für den Kreuzer zeitweilig der Name Corsair vorgesehen gewesen), das vierte Schiff in der Geschichte der britischen Marine, das diesen Namen trug, wurde am 4. August 1916 auf der Werft von Swan Hunter im englischen Wallsend auf Kiel gelegt und lief am 6. Juli 1917 von Stapel. Die Indienststellung erfolgte schließlich am 21. Februar 1918.

## Technische Details und Modifikationen
Die Coventry war maximal 137,62 m lang und 13,25 m breit, der mittlere Tiefgang lag bei 4,34 m. Sechs ölbefeuerte Yarrow-Kessel vom 3-Trommel-Typ sowie zwei Brown-Curtis-Getriebeturbinen ermöglichten dem Kreuzer, bei einer Maschinenleistung von 40.000 WPS, eine Höchstgeschwindigkeit von 29,52 kn (knapp 55 km/h). Der Treibstoffvorrat betrug ursprünglich 950 Tonnen Öl, sank aber nach dem Umbau des Schiffes in den 1930er-Jahren in einen Flugabwehrkreuzer leicht auf 920 Tonnen ab; die Seeausdauer der Coventry betrug bis zu 5.900 Seemeilen (bei 10 kn Marschfahrt).
Zu Beginn der 1930er-Jahre begann die Royal Navy Pläne dahingehend auszuarbeiten, einen Teil der mittlerweile als veraltet angesehenen Leichten Kreuzer der C-Klasse zu Flugabwehrschiffen umzurüsten, womit auch der allgemein wachsenden Schlagkraft der Luftstreitkräfte Rechnung getragen werden sollte. Aus diesem Grund wurde die Coventry zwischen Ende 1935 und Januar 1937 einem großangelegten Umbau unterzogen, in dessen Verlauf alle bisherigen Waffen (inklusive der Torpedorohre) von Bord kamen. Stattdessen erhielt der Kreuzer zehn einzeln lafettierte 102-mm-Mehrzweckgeschütze L/45 Mark V – eine Kanone stand direkt vor der Kommandobrücke auf der Back, drei weitere achtern der Hauptaufbauten in Mittschiffslinie und je drei Geschütze gelangten zu beiden Seiten der Schornsteine zum Einbau – sowie acht 40-mm-Flak in einer Achtfachlafette des Typs Mark VIII (ursprünglich hätte noch eine zweite Achtfachlafette installiert werden sollen, infolge von Lieferengpässen konnte dies jedoch nicht realisiert werden). Bis Anfang 1942 wurde diese Bewaffnung noch durch zehn leichte 20-mm-Flak von Oerlikon ergänzt. Die Besatzung des Kreuzers wuchs, da nach und nach zusätzliche Bedienmannschaften für die Flugabwehrbewaffnung benötigt wurden, bis Mai 1942 auf insgesamt 437 Mann an.

## Dienstzeit

### Zwischenkriegszeit
Obgleich noch in der Endphase des Ersten Weltkrieges in Dienst genommen, nahm die zeitweise in Harwich stationierte Coventry an keinen Kampfeinsätzen mehr teil und diente nachfolgend, zwischen 1919 und 1922, als Teil des 2nd Light Cruiser Squadron (2nd LCS), bei der britischen Atlantic Fleet. Anfang 1923 wurde das Schiff ins Mittelmeer abkommandiert und dort bei der Mittelmeerflotte zeitweilig als Flaggschiff des Befehlshabers der Zerstörerkräfte eingesetzt. Hierbei ereignete sich im März 1923 in Malta eine Torpedoexplosion an Bord, welche zwei Todesopfer forderte. Bis 1934 verblieb die Coventry auf Station im Mittelmeer, unterbrochen lediglich von einem Werftaufenthalt bezüglich einer Grundüberholung in England im Winter 1929/30.
Anfang 1935 wurde der Kreuzer schließlich nach dem Vereinigten Königreich zurückbeordert und dort ab dem Spätjahr 1935 bei der HMNB Portsmouth zwecks eines umfangreichen Umbaus zu einem Flugabwehrkreuzer eingedockt. Hierbei wurde die Coventry zeitweilig in den Reservestatus versetzt. Die Konvertierung (s. oben) dauerte bis Januar 1937, erste Testfahrten im voll ausgerüsteten Zustand fanden im März 1937 statt. Im Anschluss verlegte das Schiff wieder zur Mittelmeerflotte und verblieb dort bis zum Ausbruch des Zweiten Weltkrieges im September 1939.

### Zweiter Weltkrieg
Nach dem Kriegseintritt Großbritanniens am 3. September 1939, verlegte die Coventry von Alexandria aus nach dem Vereinigten Königreich zurück und sicherte im Anschluss bis Ende Januar 1940 die Flugboot-Basis vor Sullom Voe (Shetlandinseln) als stationäres Flugabwehrschiff.

#### 1940: Kämpfe um Norwegen
Ab dem 10. Mai 1940 beteiligte sich der Kreuzer an den Kämpfen um Norwegen, wobei das vor Narvik und Bodø eingesetzte Schiff innerhalb von neun Tagen insgesamt 75 Angriffe deutscher Flugzeuge unbeschadet überstand (und mindestens ein angreifendes Flugzeug abschießen konnte).
Am 17. Mai war sie Flaggschiff eines Verbandes der Verstärkungen von Harstad nach Bodø
überführen sollte. Zum Verband gehörte der Flakkreuzer Cairo, die beiden Zerstörer Echo und Matabele sowie der Kreuzer Effingham, der über tausend Soldaten, zehn Universal Carrier und rund 130 Tonnen Vorräte an Bord hatte. Auf dem gewählten Kurs geriet der Verband auf eine Untiefe, auf der die Matabele eine Schraube verlor, die Coventry eine leichte Grundberührung hatte und die Effingham Totalschaden erlitt. Die anderen Schiffe konnten jedoch die Besatzung und die Soldaten von der sinkenden Effingham bergen, so dass keine Verluste an Menschenleben zu beklagen waren.
Ende Mai zeitweilig als Flakschiff im Ofotfjord eingesetzt, unterstützte die Coventry mit der Cairo, den Zerstörern Whirlwind, Fame, Havelock, Walker und Firedrake sowie der Sloop Stork den alliierten Angriff auf Narvik, das am 28. Mai erobert wurde. Die Schiffe sicherten hierbei ferner das Übersetzen von Einheiten der französischen Fremdenlegion über den Rombaksfjord.
Die Coventry verließ, nachdem ein Rückzug der Alliierten aus Norwegen notwendig geworden war, am 7. Juni 1940 mit dem zweiten Evakuierungskonvoi, bestehend aus sieben Truppentransportern, den norwegischen Kriegsschauplatz. Zum Geleitzug gehörten auch das Flaggschiff Southampton des britischen Oberbefehlshabers Lord Cork and Orrery und die Zerstörer Havelock, Fame, Firedrake, Beagle und Delight. Die auch in See befindlichen deutschen Schlachtschiffe Scharnhorst und Gneisenau vernichteten am 8. Mai den auch auf dem Rückmarsch nach Großbritannien befindlichen Flugzeugträger Glorious und seine Begleitzerstörer Acasta und Ardent, entdeckten aber die anderen Geleite nicht, zumal die Scharnhorst durch einen Torpedotreffer der sinkenden Acasta schwer beschädigt worden war und die deutschen Schlachtschiffe ihren Vorstoß daraufhin abbrachen.

#### 1940 bis 1942: Einsätze im Mittelmeer
Nach einer zweiwöchigen Werftliegezeit bei der HMNB Devonport wurde die Coventry im August 1940 zur britischen Mittelmeerflotte detachiert, da inzwischen Italien am 10. Juni 1940 auf der Seite des Deutschen Reiches in den Krieg eingetreten war. Sie lief im Verband mit dem Schlachtschiff Valiant, dem neuen Träger Illustrious, dem Flakkreuzer Calcutta sowie dem zur Force H detachierten Kreuzer Sheffield und der 8. Zerstörer-Flottille nach Gibraltar. Ab dem 28. August liefen dann die für die Mediterranean Fleet bestimmten Einheiten von Gibraltar nach Alexandria weiter (Operation Hats). Valiant, Calcutta und Coventry erreichten am 2. September Malta ohne Kontakt mit italienischen Einheiten gehabt zu haben und setzten dann den Verlegungsmarsch in Verbänden der Mittelmeerflotte fort, die kurzzeitig noch in den Dodekanes vorstießen. Am 15. September folgte der nächste Einsatz mit der Mittelmeerflotte, als die Flakkreuzer Calcutta und Coventry den Träger Illustrious zu einem Nachtangriff auf den Hafen von Bengasi begleiteten.
Zwischen September und Dezember 1940 eskortierte der Kreuzer britische Geleitzüge zwischen Malta, Alexandria, Port Sudan und Sues, darunter Mitte September im Roten Meer auch den aus Australien kommenden Geleitzug WS 2A. Dieser bestand aus insgesamt sechs Passagier- und fünf Transportschiffen (mit rund 17.000 Soldaten an Bord) und wurde zudem von dem Schweren Kreuzer Shropshire, dem australischen Kreuzer Hobart, drei Zerstörern und zwei Sloops gesichert. Ende Oktober wurde ferner ein Konvoi nach Kreta, wo die Briten Heeres- und Luftwaffenstützpunkte einzurichten begonnen hatten, eskortiert. Im Rahmen eines Geleiteinsatzes war der Kreuzer auch an der Seeschlacht bei Kap Teulada am 27. November 1940 beteiligt.
Mitte Dezember 1940 beteiligte sich die Coventry an Beschießungsmissionen entlang der Küste der Kyrenaika, um den Vormarsch der britischen Western Desert Force im italienisch kontrollierten Libyen zu unterstützen. Dabei wurde der Kreuzer jedoch in den Abendstunden des 13. Dezember 1940, etwa 45 Seemeilen nördlich von Marsa Matruh, von dem italienischen U-Boot R. Smg. Neghelli (Tenente di Vascello Carlo Ferracuti) torpediert. Der Torpedotreffer forderte keine Personalverluste, richtete jedoch im Bugbereich erhebliche Beschädigungen an. Die von den Zerstörern Jervis, Janus und Hereward gesicherte Coventry konnte im Anschluss aus eigener Kraft – wenngleich auch über das Heck steuernd– nach Alexandria zurückkehren und musste dort bis Ende Januar 1941 repariert werden.
Im Frühjahr 1941 nahm der Kreuzer (im Zusammenhang mit dem italienischen Angriff auf Griechenland Ende Oktober 1940 und der damit einhergehenden Unterstützung Griechenlands durch das Vereinigte Königreich) als Sicherungsschiff an mehreren Versorgungs- und Truppentransportkonvois von Alexandria nach Piräus (Operation Lustre) teil. Hierbei wurde auch die griechisch-britische Garnison auf Kreta verstärkt. Während einer dieser Überführungsmissionen geriet der Kreuzer am 18. Mai 1941 östlich von Kreta in einen Angriff von deutschen Junkers-Ju-87-Sturzkampfflugzeugen. Bei dem Versuch, dem von den Flugzeugen bombardierten britischen Lazarettschiff HMHS Aba zu Hilfe zu eilen, wurde die Coventry mehrfach von Ju 87 (die ihre Bomben zuvor auf andere Schiffe abgeworfen hatten) mit Bordwaffen beschossen. Dabei wurde einer der Feuerleitoffiziere der leichten Flugabwehrgeschütze des Kreuzers, Petty Officer Alfred Edward Sephton, durch ein Maschinengewehr-Geschoss schwer verwundet; obgleich er durch die Verwundung fast erblindet war, verblieb er bis zum Ende der Attacken auf seinem Gefechtsstand. Sephton erlag am nachfolgenden Tag seinen Verletzungen und wurde postum mit dem Victoria-Kreuz ausgezeichnet. Dieses wurde später zeitweilig in der Coventry Cathedral ausgestellt.
Ab Ende Mai 1941 war die Coventry zeitweise in die Schlacht um Kreta involviert und evakuierte dabei, nachdem sich die Lage auf der Insel zu Ungunsten der Alliierten entwickelt hatte, Ende Mai Commonwealth-Truppen aus Sfakia. Am 1. Juni 1941 rettete das Schiff dabei ferner 255 Überlebende des etwa 100 Seemeilen nördlich von Alexandria von deutschen Flugzeugen versenkten britischen Flugabwehrkreuzers Calcutta.
Anfang Juni 1941 war der Kreuzer am britisch-freifranzösischen Angriff auf Syrien beteiligt. Die Ausschaltung der Vichy-treuen französischen Streitkräfte im Libanon und Syrien erschien den Briten nach den deutschen Erfolgen in Griechenland und dem Putsch im Irak erforderlich. Die Coventry sicherte den Transporter Glengyle bei der Durchführung von Kommando-Unternehmen an der libanesischen und syrischen Küste zur Beschleunigung des Vormarsches. Im Anschluss und bis Oktober 1941 operierte die Coventry vor Alexandria und im Roten Meer und gab alliierten Konvois zwischen dem Golf von Aden und Sues Luftsicherung. Ende Oktober 1941 nach Bombay verlegt, wurde der Kreuzer dort bis April 1942 einer umfangreichen Grundüberholung unterzogen, unter anderem wurden dabei auch die Kessel neu berohrt. Im Mai 1942 nach dem Mittelmeer zurückdetachiert, beteiligte sich die Coventry im Juni 1942 an der Operation Vigorous, dem Versuch der britischen Marine, von Alexandria aus einen Versorgungskonvoi (MW-11) nach dem von den Achsenmächten belagerten Malta durchzubringen.

## Untergang
Anfang September 1942 wurde die Coventry in die Vorbereitungen für einen großangelegten britischen Kommandoraid gegen den von den Achsenmächten gehaltenen Hafen von Tobruk (Operation Agreement) miteinbezogen. Neben der Coventry, die mit den Hunt-Zerstörern Belvoir, Croome, Dulverton und Hursley  die Fern- und Luftsicherung des Unternehmens hätte übernehmen sollen, kamen die mit Kommandoeinheiten und Royal Marines beladenen britischen Zerstörer Zulu und Sikh, die vier Geleitzerstörer Aldenham, Beaufort , Exmoor  und Hurworth sowie 21 Motortorpedoboote (MTB) zum Einsatz. Ausgangspunkt der Operation war Alexandria. Die am 13./14. September 1942 durchgeführte Unternehmung endete jedoch infolge der unerwartet heftigen deutsch-italienischen Gegenwehr sowie starker Luftangriffe der Achsentruppen in einem Debakel. Die beiden Zerstörer Sikh und Zulu wurden durch Küstenartillerie oder durch Luftangriffe versenkt, ebenso gingen sechs MTB verloren. Der Großteil der gelandeten Kommandotruppen wurde aufgerieben oder geriet in Gefangenschaft.
Die Coventry wurde, während sich die Reste des Verbandes bereits wieder auf dem Rückmarsch nach Alexandria befanden, in den Mittagsstunden des 14. September 1942, ab 11.40 Uhr, nordnordöstlich von Marsa Matruh von 16 deutschen Bombern vom Typ Junkers Ju 88 der I. Gruppe des Lehrgeschwaders 1 und von Junkers Ju 87 der 8. Staffel des Sturzkampfgeschwaders 3 attackiert. Zwei Flugzeuge konnten von der Flak des Kreuzers abgeschossen werden, doch trafen im Gegenzug vier 250-Kilogramm-Bomben die Coventry. Drei der Bomben schlugen mittschiffs ein und zerstörten die Kessel- und Turbinenräume, die vierte riss einen Teil des Vorschiffes weg. Da ein Abschleppen des brennenden und manövrierunfähigen Schiffes wegen der eminenten Luftbedrohung nicht möglich erschien, wurde die überlebende Besatzung von den Hunt-Zerstörern Beaufort und Dulverton abgeborgen und der Kreuzer gegen 15:15 Uhr von einem Begleitschiff durch einen Torpedoschuss versenkt. Der Untergangsort liegt etwa 110 Seemeilen nordnordöstlich von Marsa Matruh (32° 48′ N, 28° 17′ O). Insgesamt 63 Besatzungsangehörige der Coventry kamen infolge der Bombentreffer ums Leben.

## Die Flak-Kreuzer der C-Klasse
| Name           | Bauwerft                  | fertig   | Umbau      | bis      | Endschicksal                                                                                     |
| -------------- | ------------------------- | -------- | ---------- | -------- | ------------------------------------------------------------------------------------------------ |
| Vorläufer      |                           |          |            |          |                                                                                                  |
| Coventry (D43) | Swan Hunter, Wallsend     | 2./1918  | Portsmouth | 1936     | am 14. September 1942 durch Luftwaffe im Mittelmeer versenkt                                     |
| Curlew (D42)   | Vickers, Barrow           | 12./1917 | Catham     | 1936     | am 26. Mai 1940 durch Luftwaffe vor Norwegen versenkt                                            |
| Einheitsumbau  |                           |          |            |          |                                                                                                  |
| Cairo (D87)    | Cammell Laird, Birkenhead | 10./1919 | Portsmouth | 5./1939  | am 12. August 1942 durch italienisches U-Boot Axum versenkt                                      |
| Calcutta (D82) | Vickers                   | 8./1919  | Chatham    | 7./1939  | am 1. Juni 1941 durch Luftwaffe im Mittelmeer versenkt                                           |
| Carlisle (D67) | Fairfield, Govan          | 11./1918 | Chatham    | 1./1940  | am 9. Oktober 1943 durch Luftwaffe schwer beschädigt, nicht repariert, Depotschiff in Alexandria |
| Curacoa (D41)  | Pembroke                  | 2./1918  | Chatham    | 4./1940  | am 2. Oktober 1942 von der Queen Mary gerammt und gesunken                                       |
| modifiziert    |                           |          |            |          |                                                                                                  |
| Colombo (D69)  | Fairfield                 | 7./1919  | Devonport  | 6./1943  | im Januar 1948 zum Abbruch verkauft.                                                             |
| Caledon (D53)  | Cammell Laird             | 3./1917  | Chatham    | 12./1943 | im Januar 1948 zum Abbruch verkauft.                                                             |